# Gare de Vic-sur-Cère
Gare de Vic-sur-Cère vasútállomás Franciaországban, Vic-sur-Cère településen.

## Vasútvonalak
Az állomást az alábbi vasútvonalak érintik:
- Figeac–Arvant-vasútvonal

## Kapcsolódó állomások
A vasútállomáshoz az alábbi állomások vannak a legközelebb:
- Gare d’Aurillac
- Gare du Lioran